# Gerrit Eerenberg
Gerrit Pieter Eerenberg (Hilversum, 7 augustus 1918 - Amsterdam, 19 juli 1978) was een Nederlands journalist, programmamaker en presentator.

## Leven en werk
Eerenberg was zoon van Elisabeth van Klaveren en karrijder Cornelis Eerenberg. Hijzelf was getrouwd met Sylvia Margaretha Louise Koppe.
Eerenberg begon in 1935 als freelance journalist sportverslaggeving bij De Gooi- en Eemlander. Daarna volgden Gooise Klanken, Het Parool en Het Vrije Volk. Ook werkte hij freelance voor diverse omroepen, waar hij meewerkte aan de radioprogramma's Het hangt aan de muur en tikt en het satirische programma In de groene kalebas. In 1964 kwam hij in vaste dienst bij de VARA. Voor het grote publiek werd hij bekend van de rubriek Gerrit de weerman in het radioprogramma Weer of geen weer van Bert Garthoff. Op televisie was hij naast Wim Bosboom en Letty Kosterman presentator van het consumentenprogramma Koning Klant. Ook werkte hij mee aan andere VARA-programma's, zowel voor als achter de schermen. Hij was tevens redacteur bij de VARAgids. Bij de VARA zat hij ook in de ondernemingsraad en was voorzitter van de Gooise Journalisten Kring.
Eerenberg overleed na een kort ziekbed op 19 juli 1978 op een leeftijd van 59 jaar in het Antoni van Leeuwenhoekziekenhuis. Hij werd begraven op de Noorderbegraafplaats in Hilversum.